# 네브래스카 팬핸들
네브래스카 팬핸들은 네브래스카주 서부에 위치한 지역으로, 미국 주의 여러 팬핸들 중 하나이며, 주요 정치적 독립체로부터 뻗어 나간 길쭉한 지리적 지역을 의미한다.
네브래스카 팬핸들은 네브래스카주 나머지 지역보다 높이가 3분의 2, 너비가 4분의 1 정도 된다. 동서로 약 100 마일 (160 km), 남북으로 약 125 마일 (200 km)이다. 네브래스카 팬핸들은 대략 서경 102도에서 서경 104도 경도, 북위 41도에서 북위 43도 위도 사이의 네브래스카 지역을 포함한다. 이곳은 총 면적 14,181 제곱마일 (36,730 km2)의 11개 군으로 구성되어 있으며, 이는 주 면적의 약 18.45%에 해당한다. 2010년 인구조사 기준으로 인구는 87,789명으로, 주 인구의 약 4.70%이다. 가장 큰 도시는 이 지역의 서부 중앙에 위치한 스코츠블러프이다.

## 군
| - 배너군 - 박스뷰트군 - 샤이엔군 (네브래스카주) - 도스군 | - 드우엘군 (네브래스카주) - 가든군 - 킴벌군 - 모릴군 | - 스코츠블러프군 - 셰리든군 (네브래스카주) - 수군 (네브래스카주) |

## 도시 및 마을
네브래스카 팬핸들의 주요 도시는 다음과 같다:
- 얼라이언스
- 채드런
- 킴벌
- 스코츠블러프 - 거링
- 시드니
- 브리지포트
- 헤밍포드

## 인구 변화
농촌에서 대도시 지역으로의 일반적인 이주 추세의 일환으로, 네브래스카 팬핸들의 대부분의 군은 최근 수십 년 동안 인구 감소를 겪었다. 그러나 스코츠블러프, 도스, 샤이엔 군은 1990년부터 2000년까지 그리고 2000년부터 2010년까지 인구가 증가했다. 팬핸들에서 이민이 이주보다 많았지만, 네브래스카 대학교 링컨이 조정한 연구는 이 지역에 새로 온 사람들의 표본을 조사하고 인터뷰하여 그들의 인구 통계학적 구성과 이주 이유를 이해하려고 했다. 결과에 따르면 네브래스카 팬핸들로 이주한 사람들은 평균적으로 다른 지역 거주자들보다 젊고 평균 소득과 교육 수준이 높았다. 이민자들은 이주 이유로 "더 단순한 삶의 속도", 혼잡 감소, 낮은 생활비를 들었다.

## 관심 지점
네브래스카 팬핸들은 지리적 및 지질학적 다양성이 매우 풍부하며, 이 지역 자체는 여러 개의 작은 지역으로 구성되어 있다. 네브래스카 팬핸들의 관심 지역, 특징 및 유적지는 다음과 같다:
- 애게이트 화석층 국립기념물
- 카헨지
- 채드런 주립공원
- 샌드힐스
- 굴뚝 바위
- 로빈슨 요새
- 파인 리지
- 러쉬 크릭 랜치
- 두꺼비 발톱 지질 공원
- 스코츠블러프 국립기념물
- 와일드캣 힐스
- 노스플랫강

네브래스카 팬핸들은 사우스다코타주, 와이오밍주, 콜로라도주와 접하며 산악 표준시에 속한다.